# Dimorphorchis
Dimorphorchis – rodzaj roślin z rodziny storczykowatych (Orchidaceae). Obejmuje 9 gatunków. Występują na wyspach Archipelagu Malajskiego (Borneo, Filipiny, Celebes, Nowa Gwinea) oraz na Archipelagu Bismarcka i Wyspach Salomona. Są to epifity rosnące w lasach deszczowych na wysokościach do 1300 m n.p.m.

## Morfologia
KwiatyPachnące, żółte bez plamek lub z czerwono-fioletowymi, bordowymi kropkami. Warżka biała do bladożółtej, z czerwono-fioletowym lub bordowym plamkami.

## Systematyka
Rodzaj sklasyfikowany do podplemienia Aeridinae w plemieniu Vandeae, podrodzina epidendronowe (Epidendroideae), rodzina storczykowate (Orchidaceae), rząd szparagowce (Asparagales) w obrębie roślin jednoliściennych.
Wykaz gatunków
- Dimorphorchis beccarii (Rchb.f.) Kocyan & Schuit.
- Dimorphorchis breviscapa (J.J.Sm.) Kocyan & Schuit.
- Dimorphorchis celebica (Schltr.) Ormerod
- Dimorphorchis graciliscapa (A.L.Lamb & Shim) P.J.Cribb
- Dimorphorchis lowii (Lindl.) Rolfe
- Dimorphorchis lyonii (Ames) Ormerod
- Dimorphorchis rohaniana (Rchb.f.) P.J.Cribb
- Dimorphorchis rossii Fowlie
- Dimorphorchis tenomensis (A.L.Lamb) P.J.Cribb